# کیش‌آسوند
کیش‌آسوند (به مجاری:  Kisasszond) یک منطقهٔ مسکونی در مجارستان است که در ناحیه کاپوشوار واقع شده‌است. کیش‌آسوند ۷٫۸۴ کیلومتر مربع مساحت و ۱۶۹ نفر جمعیت دارد.